# Lacus Aestatis

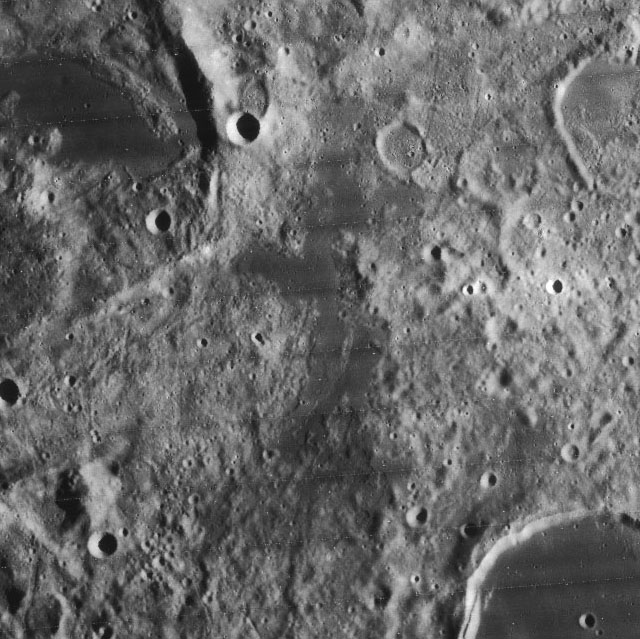
Imatge LRO

El Lacus Aestatis (en llatí, "Llac de l'Estiu") consta de dues branques relativament petites de mar lunar localitzades prop de el limbe occidental de la Lluna. Les coordenades selenogràfiques del seu centre són 15.0° Sud i 69.0° Oest, dins d'una zona d'uns 90 km de diàmetre. El llac té una superfície total de l'ordre de 1000 km².

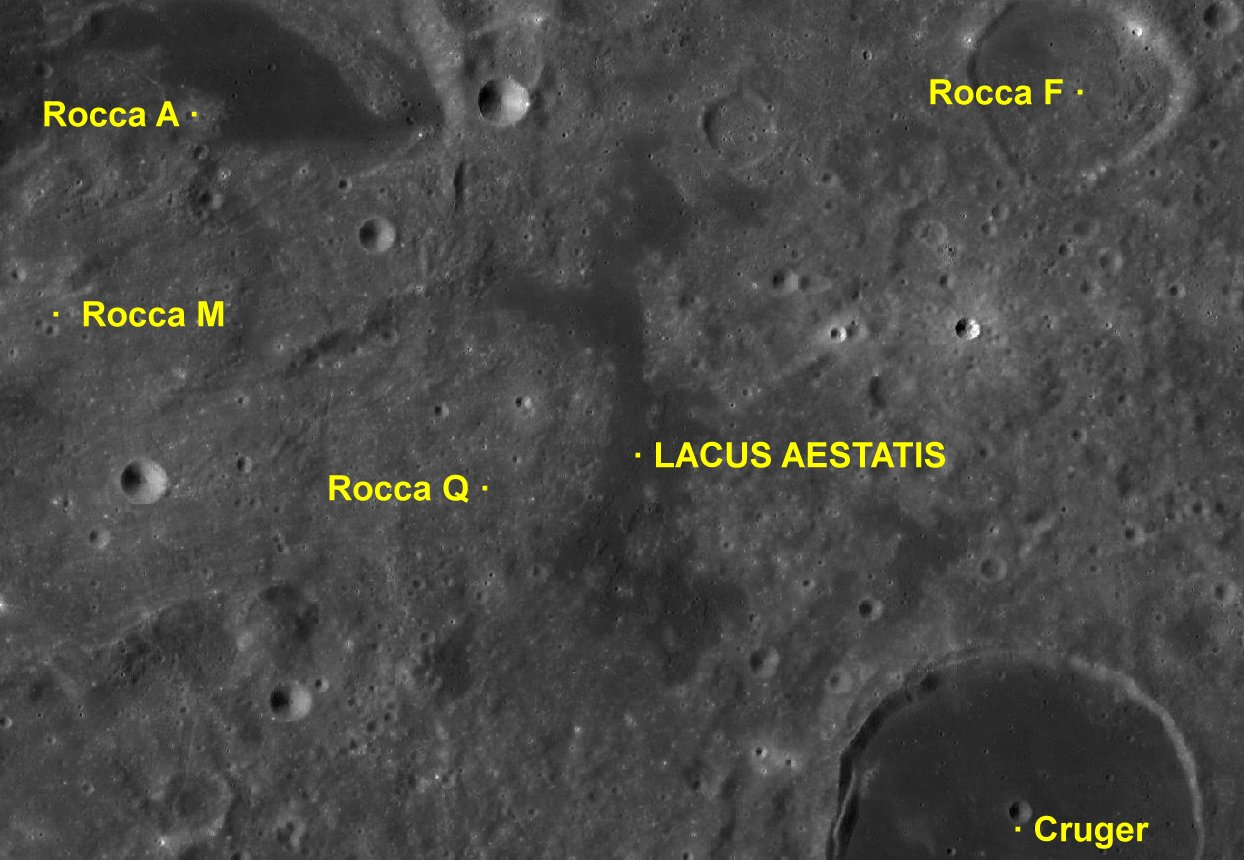
Entorn del Lacus Aestatis, amb els cràters satèl·lit de Rocca i Cruger al sud sud-est

La part nord-oest del llac està localitzada a l'est.sud-est del cràter satèl·lit Rocca A. La resta de la formació se situa al sud-est, i forma un recinte allargat i irregular que s'estén en adreça nord-sud. El costat sud passa aproximadament a un diàmetre de distància al nord-oest del cràter inundat de lava Crüger.
La taca fosca que s'observa en el costat nord del cràter satèl·lit Rocca A anteriorment es considerava part del llac, encara que en l'actualitat es tracta com un element separat lligat al citat cràter satèl·lit.

## Denominació
El nom del llac va ser adoptat per la Unió Astronòmica Internacional en 1971.